# 張浚墓
張浚墓（ちょうしゅんぼ）は、中国南宋の政治家張浚の墓。中華人民共和国湖南省寧郷市巷子口鎮の官山に位置しており、近くには張栻墓がある。寧郷市城区から70キロ離れている。

## 歴史
明の嘉靖3年（1524年）、嘉靖帝は「張浚祠堂」と改名し、「宋少保信軍節度使魏国公致仕贈太保諡忠献張公墓」と書かれている。
1983年10月10日、湖南省人民政府は張浚墓を湖南省重点文物保護単位に認定した。
- 墓碑
- 墓
- 墓